# Melanotaenia utcheensis
Melanotaenia utcheensis is een straalvinnige vissensoort uit de familie van de regenboogvissen (Melanotaeniidae). De wetenschappelijke naam van de soort is voor het eerst geldig gepubliceerd in 2001 door McGuigan.